# Lakasjön (Åsele socken, Lappland)
Lakasjön är en sjö i Åsele kommun i Lappland och ingår i Ångermanälvens huvudavrinningsområde. Sjön har en area på 0,168 kvadratkilometer och ligger 393,3 meter över havet.

## Delavrinningsområde
Lakasjön ingår i det delavrinningsområde (709355-159302) som SMHI kallar för Utloppet av Mesjön. Medelhöjden är 419 meter över havet och ytan är 26,2 kvadratkilometer. Det finns ett avrinningsområde uppströms, och räknas det in blir den ackumulerade arean 40,46 kvadratkilometer. Noreån som avvattnar avrinningsområdet har biflödesordning 2, vilket innebär att vattnet flödar genom totalt 2 vattendrag innan det når havet efter 213 kilometer. Avrinningsområdet består mestadels av skog (77 procent) och sankmarker (13 procent). Avrinningsområdet har 1,25 kvadratkilometer vattenytor vilket ger det en sjöprocent på 4,8 procent.